# Saboten
Saboten (サボテン?, Saboten) (letteralmente Cactus) è un gruppo musicale rock giapponese. La canzone Scenario (シナリオ?, Shinario) è stata utilizzata come ultima ending della prima serie di Naruto. Attualmente fanno parte della casa discografica Dustbox Records.

## Discografia

### Singoli
1. おくりもの（10 marzo 2004）
  1. N(ニュートラル)
  2. 仮FLOWER
  3. モンスター
  4. おくりもの
2. シナリオ（20 dicembre 2006）(utilizzata come 15°ending dell'anime Naruto)
  1. シナリオ
  2. YELLOW RIOT
  3. 青空へ
  4. シナリオ ～versione NARUTO-ナルト-～

### Album
1. HI ROCK HI（8 aprile 2002）
  1. ハイ・ロック・ハイ
  2. 力士
  3. 写楽
  4. ハードバッカー
  5. 青空へ
  6. ガドリング
  7. アバンチュール
  8. 世空
  9. 昔話
  10. 百獣の王
  11. ありがとう
  12. わすれもの
2. NO RAIN,NO RAINBOW（11 dicembre 2002）
  1. 3194-69
  2. サークルコースター
  3. 夢工場
  4. ミョージーラネー
  5. NO RAIN,NO RAINBOW
  6. 心箱～キャノンボール
  7. ウィーアーノットパンクロッカー
  8. ビバロック
3. サーカス（3 novembre 2004）
  1. ground of the orange
  2. オレンジ
  3. ランプ
  4. creeps
  5. 赤夜
  6. 日記
  7. ザ・ウッヂー・サスペンダー
  8. ノンフィクション ミステリー
  9. control
  10. 善人偽幸作栽培
  11. SAMURAI
  12. チャンピオン
  13. カフェオレ
  14. ノーマル
  15. 約束
  16. バーバ
  17. あとがき
  18. ひみつきち
  19. 手紙
4. ISLAND（19 aprile 2006）
  1. ISLANDS BEACH
  2. 行くぜ!!マルゲリータ☆
  3. ゴールデンタイム
  4. セピア
  5. HEART LIMIT
  6. luck
  7. little dance
  8. おやすみなさい
  9. 未来を想像して
  10. ロス・アラモスの罠
  11. ピアス
  12. ライダーベルト
  13. 幸せを願って
  14. good-bye anny
  15. アスファルトに星空は
  16. ISLANDS BAR
  17. チャイナリズム
  18. never ISLANDS
5. CLASSIC（21 febbraio 2007）
  1. INPUT
  2. オウンゴール
  3. 星に願いを
  4. HEY HO READY GO!!
  5. 夢を越えて
  6. 暮れる夕暮れに
  7. 萌えよモナリザ
  8. よだかの星
  9. 便秘バップ
  10. シナリオ